# Pohár UEFA 1991/1992
Sezóna 1991/92 Poháru UEFA byla 34. ročníkem tohoto poháru. Vítězem se stal tým AFC Ajax.

## První kolo
| Domácí v 1. zápase   | Celkem    | Hosté v 1. zápase        | 1. zápas | 2. zápas    |
| -------------------- | --------- | ------------------------ | -------- | ----------- |
| Aberdeen FC          | 0-3       | B 1903                   | 0-1      | 0-2         |
| Ajax                 | 4-0       | Örebro SK                | 3-0      | 1-0         |
| Anorthosis Famagusta | 3-4       | FC Steaua București      | 1-2      | 2-2(prodl.) |
| Bangor City FC       | 0-6       | Sigma Olomouc            | 0-3      | 0-3         |
| Boavista FC          | 2-1       | FC Internazionale Milano | 2-1      | 0-0         |
| Celtic FC            | 3-1       | Germinal Ekeren          | 2-0      | 1-1         |
| Cork City            | 1-3       | FC Bayern Mnichov        | 1-1      | 0-2         |
| GNK Dinamo Zagreb    | 3-4       | Trabzonspor              | 2-31     | 1-1         |
| Eintracht Frankfurt  | 11-1      | Spora Luxembourg         | 6-1      | 5-0         |
| Groningen            | 0-2       | Rot-Weiss Erfurt2        | 0-1      | 0-1         |
| Ikast FS             | 1-6       | Auxerre                  | 0-1      | 1-5         |
| Swarovski Tirol      | 3-2       | Tromsø IL                | 2-1      | 1-1         |
| Hallescher FC2       | 2-4       | FK Torpedo Moskva        | 2-1      | 0-3         |
| Hamburger SV         | 4-1       | Gornik Zabrze            | 1-1      | 3-0         |
| KAA Gent             | (pen.)1-1 | FC Lausanne-Sport        | 0-1      | 1-0         |
| KR                   | 1-8       | Turín FC                 | 0-2      | 1-6         |
| KF Vllaznia          | 0-3       | AEK Athény               | 0-1      | 0-2         |
| Liverpool FC         | 6-2       | Kuusysi Lahti            | 6-1      | 0-1         |
| MP                   | 1-5       | FK Spartak Moskva        | 0-2      | 1-3         |
| Neuchâtel Xamax      | 2-0       | Floriana FC              | 2-0      | 0-0         |
| Olympique Lyon       | 2-1       | Osters IF                | 1-0      | 1-1         |
| PAOK                 | 2-1       | KV Mechelen              | 1-1      | 1-0         |
| PFK CSKA Sofia       | (v)1-1    | Parma FC                 | 0-0      | 1-1         |
| Slavia Sofia         | 1-4       | Osasuna                  | 1-0      | 0-4         |
| Real Oviedo          | 2-3       | Janov CFC                | 1-0      | 1-3         |
| Salgueiros           | 1-1(pen.) | Cannes                   | 1-0      | 0-1         |
| Slovan Bratislava    | 2-3       | Real Madrid              | 1-2      | 1-1         |
| Sturm Graz           | 1-4       | Utrecht                  | 0-1      | 1-3         |
| Sporting CP          | 1-2       | FC Dinamo București      | 1-0      | 0-2(prodl.) |
| Sporting Gijon       | (pen.)2-2 | Partizan                 | 2-0      | 0-2         |
| Vaci Izzo MTE        | 2-4       | FK Dynamo Moskva         | 1-0      | 1-4         |
| VfB Stuttgart        | 6-3       | Pécsi MFC                | 4-1      | 2-2         |

1 Hráno v Klagenfurtu kvůli vypuknutí Chorvatské války za nezávislost.
2 Kvalifikováni díky svému umístění v posledním ročníku Východoněmecké ligy.

## Druhé kolo
| Domácí v 1. zápase | Celkem | Hosté v 1. zápase   | 1. zápas | 2. zápas |
| ------------------ | ------ | ------------------- | -------- | -------- |
| Auxerre            | 2-3    | Liverpool FC        | 2-0      | 0-3      |
| Cannes             | 1-2    | FK Dynamo Moskva    | 0-1      | 1-1      |
| B 1903             | 6-3    | FC Bayern Mnichov   | 6-2      | 0-1      |
| Osasuna            | 3-2    | VfB Stuttgart       | 0-0      | 3-2      |
| Utrecht            | 1-4    | Real Madrid         | 1-3      | 0-1      |
| Rot-Weiss Erfurt1  | 1-5    | Ajax                | 1-2      | 0-3      |
| FK Spartak Moskva  | 1-2    | AEK Athény          | 0-0      | 1-2      |
| Janov CFC          | 5-3    | FC Dinamo București | 3-1      | 2-2      |
| Hamburger SV       | 6-1    | PFK CSKA Sofia      | 2-0      | 4-1      |
| KAA Gent           | 1-0    | Eintracht Frankfurt | 0-0      | 1-0      |
| Neuchâtel Xamax    | 5-2    | Celtic FC           | 5-1      | 0-1      |
| Olympique Lyon     | 4-8    | Trabzonspor         | 3-4      | 1-4      |
| PAOK               | 0-4    | Swarovski Tirol     | 0-2      | 0-2      |
| Sigma Olomouc      | 2-0    | FK Torpedo Moskva   | 2-0      | 0-0      |
| Sporting Gijon     | 2-3    | FC Steaua București | 2-2      | 0-1      |
| Turín FC           | 2-0    | Boavista FC         | 2-0      | 0-0      |

1 Kvalifikováni díky svému umístění v posledním ročníku Východoněmecké ligy.

## Třetí kolo
| Domácí v 1. zápase  | Celkem | Hosté v 1. zápase | 1. zápas | 2. zápas |
| ------------------- | ------ | ----------------- | -------- | -------- |
| AEK Athény          | 2-3    | Turín FC          | 2-2      | 0-1      |
| B 1903              | 2-1    | Trabzonspor       | 1-0      | 1-1      |
| Osasuna             | 0-2    | Ajax              | 0-1      | 0-1      |
| Swarovski Tirol     | 0-6    | Liverpool FC      | 0-2      | 0-4      |
| Hamburger SV        | 2-6    | Sigma Olomouc     | 1-2      | 1-4      |
| KAA Gent            | 2-0    | FK Dynamo Moskva  | 2-0      | 0-0      |
| Neuchâtel Xamax     | 1-4    | Real Madrid       | 1-0      | 0-4      |
| FC Steaua București | 0-2    | Janov CFC         | 0-1      | 0-1      |

## Čtvrtfinále
| Domácí v 1. zápase | Celkem | Hosté v 1. zápase | 1. zápas | 2. zápas |
| ------------------ | ------ | ----------------- | -------- | -------- |
| B 1903             | 0-3    | Turín FC          | 0-2      | 0-1      |
| Janov CFC          | 4-1    | Liverpool FC      | 2-0      | 2-1      |
| KAA Gent           | 0-3    | Ajax              | 0-0      | 0-3      |
| Sigma Olomouc      | 1-2    | Real Madrid       | 1-1      | 0-1      |

## Semifinále
| Domácí v 1. zápase | Celkem | Hosté v 1. zápase | 1. zápas | 2. zápas |
| ------------------ | ------ | ----------------- | -------- | -------- |
| Janov CFC          | 3-4    | Ajax              | 2-3      | 1-1      |
| Real Madrid        | 2-3    | Turín FC          | 2-1      | 0-2      |

## Finále
| 29. dubna 1992             |       |                                           |                                                                        |
| Turín FC                   | 2 – 2 | Ajax                                      | Stadio delle Alpi, Turín diváci: 65 377 rozhodčí: Joe Worrall (Anglie) |
| Walter Casagrande 62', 84' |       | Wim Jonk 14' Stefan Pettersson 75' (pen.) | Stadio delle Alpi, Turín diváci: 65 377 rozhodčí: Joe Worrall (Anglie) |

| 13. května 1992 |       |          |                                                                                    |
| Ajax            | 0 – 0 | Turín FC | Olympijský stadion, Amsterdam diváci: 40 000 rozhodčí: Zoran Petrović (Jugoslávie) |
|                 |       |          | Olympijský stadion, Amsterdam diváci: 40 000 rozhodčí: Zoran Petrović (Jugoslávie) |

Celkové skóre dvojzápasu bylo 2:2. Ajax zvítězil díky více vstřeleným brankám na hřišti soupeře.

## Vítěz
| Pohár UEFA 1991/92 AFC Ajax Stanley Menzo, Danny Blind, Frank de Boer, Wim Jonk, Sonny Silooy, Aron Winter, John van 't Schip, Dennis Bergkamp, Michel Kreek, Bryan Roy, Stefan Pettersson, Edwin van der Sar, Marciano Vink, John van Loen, Alfons Groenendijk, Rob Alflen, Dan Petersen Trenér: Louis van Gaal |